# Villagexpo
Villagexpo is een woonwijk in Limal, deelgemeente van de stad Waver in de Belgische provincie Waals-Brabant.
Villagexpo ligt twee kilometer ten noorden van het dorpscentrum van Limal, tegen de grens met Rixensart in het westen en Bierges in het oosten. De bebouwing sluit aan op die van Rixensart. Ten noorden ligt een bos, het Bois de Bierges.

## Geschiedenis
De plaats was eeuwenlang landbouwgrond, ten noorden van Limal, op het plateau van Beau Champ, zoals reeds te zien op de Ferrariskaart uit de jaren 1770.
De plaats bleef onbebouwd en onbewoond tot de jaren 1970. In 1972 liet de Société Nationale Terrienne hier een kijkdorp optrekken, met meer dan 170 eengezinswoningen, opgetrokken met diverse prefabtechnieken, en bestemd voor de sociale woningbouw. Het dorp stond los van de dorpskern van Limal, en zou eigen voorzieningen krijgen, zoals een school en handelszaken, maar die werden nooit gebouwd.
Bij de plannen voor de gemeentelijke fusies in de jaren 1970, wou Rixensart enkele stukken grondgebied aanhechten, waaronder de wijk Villagexpo van Limal. Bij de gemeentelijke fusie van 1977 bleef Villagexpo echter bij Limal, dat deel werd van de stad Waver.